# Ernesto Biondi
Ernesto Biondi (Morolo, 1855 - Roma, 1917); fue un escultor italiano que ganó el Gran Premio en la Exposición Universal de París de 1900. 
Una de sus principales obras fue Saturnalia. Sus obras, de estilo naturalismo académico, fueron preferiblemente de bronce y, a menudo, referidas a la antigua Roma o el Medio Oriente.

## Biografía
Nación en Morolo, provincia de Frosinone. Estudió en el Instituto de Bellas Artes de Roma, en la escuela de Massini, siendo su  guía Achille D'Orsi. Este le sugirió la idea de la que sería su principal obra: Saturnalia, que realizó en forma intermitente entre 1890 y 1900. La obra recibió críticas contrarias debido a la temática que en ella se representaba. La escultura original se encuentra en la Galería de Arte Moderno de Roma, mientras que en el Jardín Botánico de Buenos Aires se halla una copia realizada por el propio Biondi en 1909, llevada a la Argentina por Cullen Ayerza.
En 1900 año ganó el concurso internacional de París por su monumento al primer presidente de la República de Chile. El monumento se colocó en Santiago en 1903.

## Obras

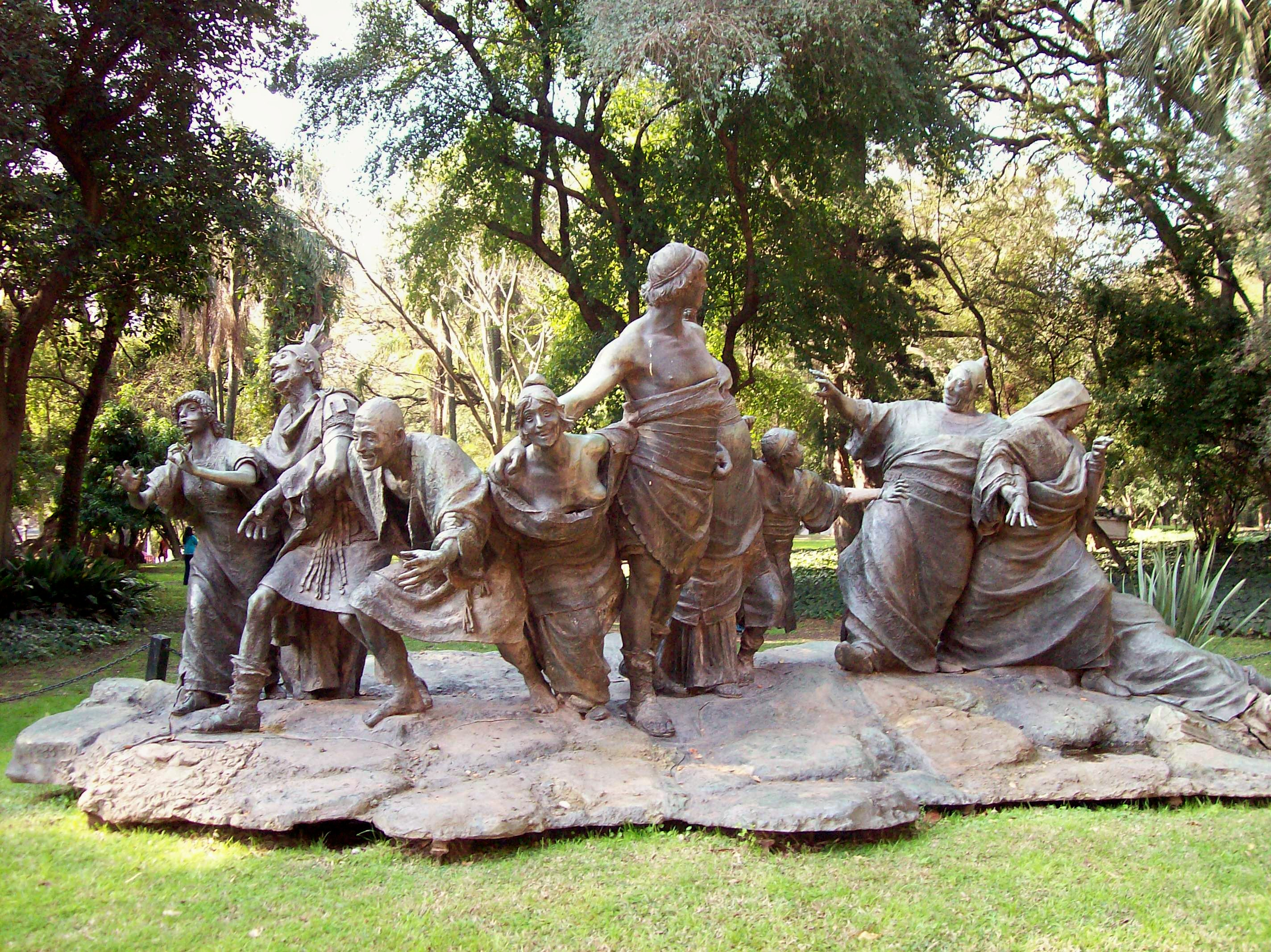
Saturnalia, copia en bronce en el Jardín Botánico de Buenos Aires, Argentina.

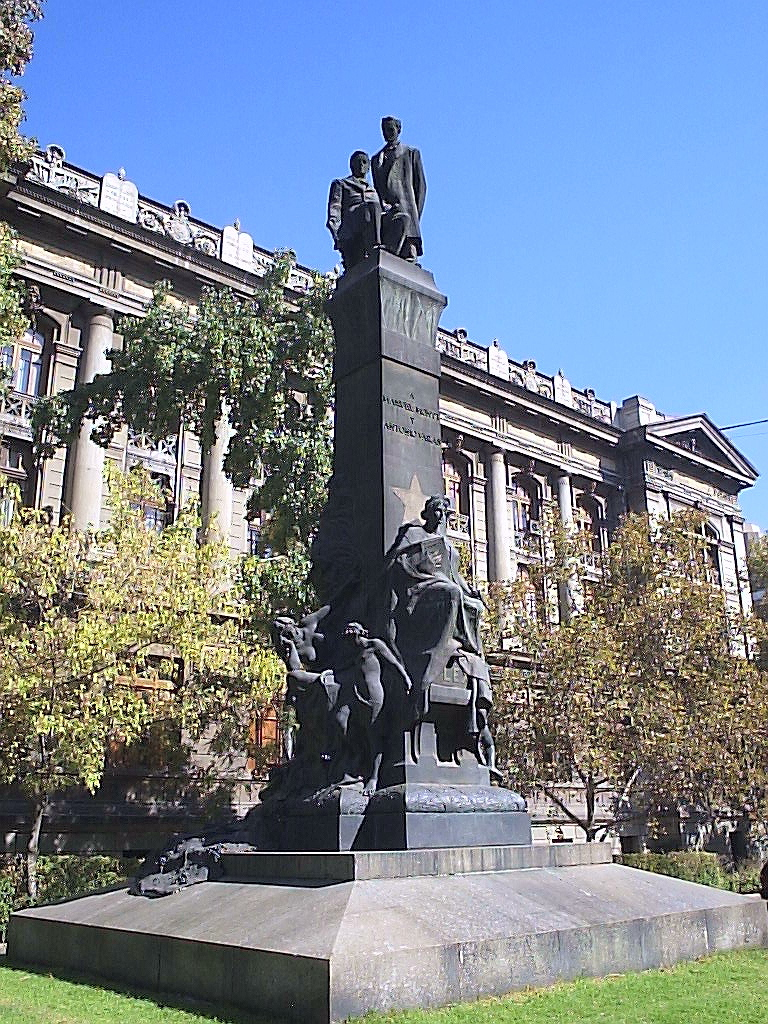
Monumento a Manuel Montt Torres y a Antonio Varas de la Barra, Chile.

Sus obras fueron realizadas preferiblemente en bronce, están relacionadas en su mayoría con la antigua Roma o el Medio Oriente, y su arte manifiesta preocupación social.
- Fuente de los Puttos, Montelanico, Italia
- Saturnalia 1900, Roma, Italia (Existe réplica realizada por el propio Biondi que se encuentra en Buenos Aires, Argentina (1909))
- La Fuente Biondi, Cisterna, Italia
- Monumento a los héroes del Risorgimento italiano, Piazza della Libertà, Frosinone, Italia 1910
- Monumento a Manuel Montt y a Antonio Varas, Chile.